# محمدحسن یوسف‌پورسیفی
محمدحسن یوسف‌پورسیفی (۱۳۴۹) که با نام مسیحا یوسف‌پور و محمدحسن یوسف‌پور شناخته می‌شود، گوینده، تهیه‌کننده ارشد صدا و سیما رادیو و مسئول واحد جذب و معرفی  مجموعه فعالان حقوق بشر در ایران  و مسوول و عضو روابط عمومی جمعیت دفاع از کودکان کار و خیابان از زندانیان سیاسی پس از انتخابات ۱۳۸۸ می‌باشد.

## تحصیلات و تولد
یوسف‌پور متولد ۱۳۴۹ در تهران بوده او فرزند حبیب‌الله یوسف‌پورسیفی بازیگر پیشکسوت سینما و تئاتر استان گیلان است. محمد حسن یوسف‌پور تحصیلات خود را در رشته هنر انجام داد. وی در زمینه گویندگی، تهیه کنندگی رادیو و تلویزیون، بازیگری تئاتر و کارگردانی و نمایشنامه نویسی دوره‌های عالی را در انجمن سینمای جوانان ایران گذارنده است.

## فعالیت‌های حرفه ای
یوسف‌پور در دهه شصت در مرکز صداو سیمای گیلان در رشته بازیگری و سپس کارگردانی تئاتر آغاز کرد و بعد از آن در صدا و سیمای گیلان مشغول به کار گردید. ماحصل این فعالیت در صدا و سیمای گیلان، مرکز خلیج فارس و رادیو تجارت در عرصه‌های مجری‌گری و گویندگی، تهیه‌کنندگی و سردبیری رادیو چهار مقام کشوری در تولیدات هنری کسب کرد. وی که تهیه‌کننده برنامه‌های رادیو و تلویزیون بود که مدتی پیش از بازداشت به دلیل فعالیت‌های حقوق بشری‌اش از سازمان صداو سیمای جمهوری اسلامی ایران اخراج شد.

## فعالیت‌های مدنی و حقوق بشری
مسیحا یوسف‌پور در سال ۱۳۸۶ به مجموعه فعالان حقوق بشر در ایران پیوست و به عنوان مسئول واحد معرفی و جذب مجموعه فعالان حقوق بشر در ایران شروع به فعالیت کرد. او پس از انتخابات ۱۳۸۸ توسط وزارت اطلاعات احضار شده و سرانجام پرونده ایجاد شده توسط اطلاعات سپاه منجر به بازداشت او به دستور بازپرس وقت شعبه ۳ دادسرای شهید مقدس (اوین) در خرداد ۱۳۹۰ گردید. این دوره بازداشت به مدت ۳۰ روز در انفرادی‌های ۲- الف سپاه به طول انجامید. وی سپس با وثیقه ای ۱۵۰ میلیون تومان بصورت موقت از زندان آزاد شد؛ و در اردیبهشت ۱۳۹۱ در دادگاهی به ریاست قاضی صلواتی به اقدام علیه امنیت ملی از طریق عضویت در مجموعه فعالان حقوق بشر در ایران، توهین به مقدسات از طریق نشر نظرات در وبلاگ شخصی‌اش و نشر اکاذیب و تبلیغ علیه نظام به ۵ سال و ۶ ماه حبس تعزیری محکوم شد. وی در مرداد ۱۳۹۱ جهت گذراندن دوره خود وارد زندان اوین شد.

## زندان و بیماری
به گفته پزشکان بر اثر ضربه وارده به سر و کمر یوسف‌پورسیفی در دوران بازداشت، او از ناحیه شبکیه هر دو چشم و مهره سوم و چهارم ستون فقرات دچار آسیب جدی شد که عدم رسیدگی پزشکی باعث تشدید بیماری چشمی و بروز سکته مغزی در او گردید. وی همچنین به دلیل عدم رسیدگی‌های پزشکی دچار بیماری قلب و فشار خون بالا شد. یوسف پور در اعتراض به عدم درمان و عدم اعزام او به بیمارستان دست به اعتصاب غذایی به مدت ۲۵ روز زد. که در انتها منجر به اعزام وی به بیمارستان و بستری شدن او به مدت بیش از دو ماه گردید. اگرچه به دلیل عدم رسیدگی به موقع به مشکلات چشمی و مغزی محمد حسن یوسف پور ۸۰درصد از بینایی چشمان خود را از دست داد.
او در دوره زندان به دلیل مخالفت دادستانی تهران امکان ملاقات حضوری یا استفاده از مرخصی استعلاجی با وجود تأمین وثیقه ۴۰۰ میلیون تومانی را نداشت. اگرچه به دلیل این بیماری‌ها پزشکی قانونی نظر به عدم تحمل او رای داد ولی به دلیل مخالفت قوه قضائیه این امر تحقق نیافت. سرانجام مسیحا یوسف‌پور در سال مرداد ۱۳۹۴ پس از تحمل بیش از سه سال و نیم حبس در بند ۳۵۰ زندان اوین با آزادی مشروط آزاد شد.